# アイメリク・ラポルテ
- アイメリク・ラポルテ
- エメリク・ラポルト

アイメリク・ラポルテ（Aymeric Laporte; フランス語発音: [ɛməʁik lapɔʁt], スペイン語発音: [ai̯mɛˈɾik laˈpoɾte]）こと、アイメリク・ジーン・ルイ・ジェラール・アルフォンス・ラポルテ（Aymeric Jean Louis Gérard Alphonse Laporte、1994年5月27日 - ）は、フランス・アキテーヌ地域圏（現・ヌーヴェル＝アキテーヌ地域圏）ロット＝エ＝ガロンヌ県アジャン出身のサッカー選手。サウジ・プロフェッショナルリーグ・アル・ナスルFC所属。スペイン代表。ポジションはDF。
アスレティック・ビルバオにおいては、1996-97シーズンにプレーしたビセンテ・リザラズ（フランス出身）に続いて2人目となるスペイン国外出身選手である。

## クラブ経歴

### 下部組織
フランスの南西部、アキテーヌ地域圏・ロット＝エ＝ガロンヌ県のアジャン出身だが、4歳で同地域圏・ピレネー・アトランティック県のバイヨンヌに移住した。バイヨンヌはフランス領バスクの中心都市である。アヴィロン・バイヨンヌFCの下部組織でプレーしていたが、2010年にスペイン・バスク自治州のアスレティック・ビルバオの下部組織に移り、2012年にはビルバオ・アスレティック（Bチーム）でプレーした。

### アスレティック・ビルバオ
2012年11月28日、UEFAヨーロッパリーグのハポエル・イロニ・キラヤト・シュモナFC（イスラエル）戦でトップチームデビューし、フル出場した。12月9日のセルタ・デ・ビーゴ戦(1-0)では試合終了間際に途中出場し、プリメーラ・ディビシオン（1部）デビューを飾った。翌週のRCDマジョルカ戦では、マルセロ・ビエルサ監督によってスタメンに抜擢された。同月には2015年7月まで契約を延長し、違約金は1800万ユーロに設定された。2013年1月14日には、かつてウスタリツが付けていた背番号4番がラポルテに渡された。
2013-14シーズンにはチームメイトのアンデル・イトゥラスペと共にリーガ・エスパニョーラのベストイレブンに選手された。

### マンチェスター・シティ
2018年1月29日、アスレティック・ビルバオはラポルテとの契約が解消されたことを発表した。スペインプロリーグ機構ラ・リーガに対してラポルテとアスレティックの契約解除金が預けられ、ラ・リーガ側がそれを認証したことを報告している。翌日30日、マンチェスター・シティと2023年までの契約を締結した。8月25日、リーグ第3節ウルヴァーハンプトン戦にて移籍後初ゴールを決めた。
2019年2月22日、クラブとの契約を2025年まで延長したことを発表した。

### アル・ナスル
2023年8月24日、アル・ナスルFCへの移籍を発表した。契約期間は2026年までの3年間。

## 代表経歴
U-17、U-18、U-19世代のフランス代表に選出されたことがある。2012年にはU-19フランス代表としてUEFA U-19欧州選手権に出場した。しかし、フル代表選出までには至らず、2021年5月にスペイン代表での出場を検討していると報じられ、5月13日にスペイン国籍を取得。これによりスペイン代表でのプレーが可能になった。5月23日にUEFA EURO 2020に向けてのスペイン代表に選出された。そのEURO 2020では、ベスト4でイタリア代表に敗戦するまでの全6試合に出場し、グループステージ最終節のスロバキア代表戦では、5-0での大勝に繋がるA代表初ゴールを記録した。
2022年11月11日、2022 FIFAワールドカップに臨むメンバーの1人に選ばれた。
2024年には、UEFA EURO 2024の優勝に貢献し、決勝トーナメントの全試合に先発出場した。

## 個人成績

### クラブ
| クラブ                   | シーズン | リーグ               | リーグ戦 | リーグ戦 | カップ戦 | カップ戦 | リーグ杯 | リーグ杯 | 国際大会 | 国際大会 | その他 | その他 | 合計 | 合計 |
| クラブ                   | シーズン | リーグ               | 出場     | 得点     | 出場     | 得点     | 出場     | 得点     | 出場     | 得点     | 出場   | 得点   | 出場 | 得点 |
| ------------------------ | -------- | -------------------- | -------- | -------- | -------- | -------- | -------- | -------- | -------- | -------- | ------ | ------ | ---- | ---- |
| バスコニア               | 2011-12  | テルセーラ           | 33       | 2        | -        | -        | -        | -        | -        | -        | 0      | 0      | 33   | 2    |
| バスコニア               | 通算     | 通算                 | 33       | 2        | -        | -        | -        | -        | -        | -        | 0      | 0      | 33   | 2    |
| アスレティック・ビルバオ | 2012–13  | プリメーラ           | 15       | 0        | 0        | 0        | -        | -        | 2        | 0        | 0      | 0      | 17   | 0    |
| アスレティック・ビルバオ | 2013–14  | プリメーラ           | 35       | 2        | 3        | 0        | -        | -        | -        | -        | 0      | 0      | 38   | 2    |
| アスレティック・ビルバオ | 2014–15  | プリメーラ           | 33       | 0        | 7        | 0        | -        | -        | 9        | 0        | 0      | 0      | 49   | 0    |
| アスレティック・ビルバオ | 2015–16  | プリメーラ           | 26       | 3        | 5        | 2        | -        | -        | 12       | 0        | 2      | 0      | 45   | 5    |
| アスレティック・ビルバオ | 2016–17  | プリメーラ           | 33       | 2        | 4        | 0        | -        | -        | 6        | 0        | 0      | 0      | 43   | 2    |
| アスレティック・ビルバオ | 2017–18  | プリメーラ           | 19       | 0        | 1        | 0        | -        | -        | 10       | 1        | 0      | 0      | 30   | 1    |
| アスレティック・ビルバオ | 通算     | 通算                 | 161      | 7        | 20       | 2        | -        | -        | 39       | 1        | 2      | 0      | 222  | 10   |
| マンチェスター・シティ   | 2017–18  | プレミアリーグ       | 9        | 0        | 1        | 0        | 0        | 0        | 3        | 0        | 0      | 0      | 13   | 0    |
| マンチェスター・シティ   | 2018-19  | プレミアリーグ       | 35       | 3        | 4        | 0        | 1        | 0        | 10       | 2        | 1      | 0      | 51   | 5    |
| マンチェスター・シティ   | 2019-20  | プレミアリーグ       | 15       | 1        | 2        | 0        | 0        | 0        | 3        | 0        | 0      | 0      | 20   | 1    |
| マンチェスター・シティ   | 2020-21  | プレミアリーグ       | 16       | 0        | 4        | 0        | 3        | 2        | 4        | 0        | 0      | 0      | 27   | 2    |
| マンチェスター・シティ   | 2021-22  | プレミアリーグ       | 33       | 4        | 2        | 0        | 0        | 0        | 9        | 0        | 0      | 0      | 44   | 4    |
| マンチェスター・シティ   | 2022-23  | プレミアリーグ       | 12       | 0        | 5        | 0        | 3        | 0        | 4        | 0        | 0      | 0      | 24   | 0    |
| マンチェスター・シティ   | 2023-24  | プレミアリーグ       | 1        | 0        | 0        | 0        | 0        | 0        | 0        | 0        | 0      | 0      | 1    | 0    |
| マンチェスター・シティ   | 通算     | 通算                 | 121      | 8        | 18       | 0        | 7        | 2        | 33       | 2        | 1      | 0      | 180  | 12   |
| アル・ナスル             | 2023-24  | サウジ・プロ・リーグ | 0        | 0        | 0        | 0        | 0        | 0        | 0        | 0        | 0      | 0      | 0    | 0    |
| アル・ナスル             | 通算     | 通算                 | 0        | 0        | 0        | 0        | 0        | 0        | 0        | 0        | 0      | 0      | 0    | 0    |
| 総通算                   | 総通算   | 総通算               | 315      | 15       | 38       | 2        | 7        | 2        | 72       | 3        | 3      | 0      | 435  | 22   |

| クラブ  | シーズン                 | リーグ    | リーグ戦 | リーグ戦 | 合計 | 合計 |
| クラブ  | シーズン                 | リーグ    | 出場     | 得点     | 出場 | 得点 |
| ------- | ------------------------ | --------- | -------- | -------- | ---- | ---- |
| 2012-13 | ビルバオ・アスレティック | セグンダB | 8        | 0        | 8    | 0    |
| 総通算  | 総通算                   | 総通算    | 8        | 0        | 8    | 0    |

## 代表歴

### 出場大会
- スペイン代表
  - 2022 FIFAワールドカップ
  - UEFA EURO 2024

### 試合数
- 国際Aマッチ 26試合 1得点（2021年 - ）[20]

| スペイン代表 | 国際Aマッチ | 国際Aマッチ |
| 年           | 出場        | 得点        |
| ------------ | ----------- | ----------- |
| 2021         | 14          | 1           |
| 2022         | 5           | 0           |
| 2023         | 7           | 0           |
| 2024         |             |             |
| 通算         | 26          | 1           |

### 得点
| # | 開催日        | 開催地                                         | 対戦国     | スコア | 結果 | 大会           |
| - | ------------- | ---------------------------------------------- | ---------- | ------ | ---- | -------------- |
| 1 | 2021年6月23日 | セビリア、エスタディオ・オリンピコ・セビージャ | スロバキア | 2-0    | 5-0  | UEFA EURO 2020 |

## タイトル

### クラブ
アスレティック・ビルバオ
- スーペルコパ・デ・エスパーニャ: 2015

マンチェスター・シティ
- プレミアリーグ: 2017-18, 2018-19, 2020-21, 2021-22, 2022-23
- FAカップ: 2018-19, 2022-23
- EFLカップ: 2017-18, 2018-19, 2020-21
- FAコミュニティ・シールド: 2018
- UEFAチャンピオンズリーグ: 2022-23
- UEFAスーパーカップ: 2023

### 代表
スペイン代表
- UEFAネーションズリーグ: 2022-23
- UEFA欧州選手権: 2024

### 個人
- PFA年間ベストイレブン: 2018-19